# Tuno negro
Tuno negro es una película de terror filmada en 2001 bajo la dirección de Pedro L. Barbero y Vicente J. Martín, fue filmada en Salamanca, Madrid y Alcalá de Henares.

## Argumento
El tuno negro es una leyenda urbana que indica la existencia de un tuno que comete asesinatos en serie y que ataca a estudiantes universitarios. Enmarcada en el ambiente universitario y de colegio mayor dentro de una ciudad plenamente estudiantil como es Salamanca. La historia propone la unión de la tuna, elemento arcaico por excelencia y que sobrevive desde el siglo XIII, y la mezcla con algo tan moderno y símbolo del futuro como es Internet.  Se infiltra en la Tuna de Medicina de la Universidad de Salamanca y elige sus víctimas a través de internet. La premisa del asesino es la ignorancia mata. Con la noche y la juerga desmadrada como cómplice, el "Tuno Negro" comete sus crímenes con una pauta simple: morirán aquellos que sean los peores estudiantes de cada clase. El último no pasará de curso, ni tendrá la opción de repetir.

## Crítica
Las críticas en general fueron bastante malas. Augusto M. Torres escribió en El País que hay "Irregularidades en el desarrollo de la historia" y que "el malvado es quien menos podía imaginarse y carece de cualquier tipo de razón, moral o psicológica, para ser un asesino en serie" aunque también indica que tiene un " eficaz y fino humor". Carlos Aguilar en su Guía del cine español califica el producto de "incoherente y forzado" pero mejor que otros slasher españoles de la época como El arte de morir o School Killer.